# Picralima
Picralima es un género monotípico de fanerógamas de la familia Apocynaceae. Contiene una única especie: Picralima nitida. Es originaria del oeste de África tropical hasta Uganda.

## Descripción
Son árboles o arbustos que alcanzan un tamaño de 4–35 m de altura, densa corona y un tronco con  5–60 cm de diámetro, cilíndrico; con madera muy dura. Hojas pecioladas; ancha y estrecha en la base, elíptica de  10–27 cm long, 1.9–13 cm ancho, peciolo de 10–22 mm long. Inflorescencia de 6–10 cm long, con 12–36 flores; pedúnculo de 2–37 mm long; con brácteas pequeñas; corola tubular verdosa, 14.5–21 mm long; con lobos blancos o amarillos de 13.5–30 mm long, 5.5–10 mm ancho. Frutos de color amarillo o naranja, de, 8–15 cm long, 13–14 cm de diámetro.

## Taxonomía
El género fue descrito por (Stapf) T.Durand & H.Durand y publicado en Annales du Jardin Botanique de Buitenzorg 12: 251. 1895.
Sinonimia
- Tabernaemontana nitida Stapf, Bull. Misc. Inform. Kew 1895: 22 (1895). basónimo
- Picralima klaineana Pierre, Bull. Mens. Soc. Linn. Paris 2: 1279 (1896).
- Picralima macrocarpa A.Chev., Explor. Bot. Afrique Occ. Franç. 1: 428 (1920), nom. nud.[4]